# Наксос (город)
На́ксос (греч. Νάξος) — малый город на западе острова Наксос в Греции, административный центр общины Наксос и Малые Киклады в периферийной единице Наксос в периферии Южные Эгейские острова. Население 7070 жителей по переписи 2011 года. Крупный торговый центр Эгейского моря. Есть аэропорт. Один из центров кикладской цивилизации в Древней Греции.
В VIII век до н. э.—VII веках до н. э. Наксос был центром торговли в Кикладах. В 502 году до н. э. жители Наксоса восстали против державы Ахеменидов, что привело к и осаде Наксоса в 499 году до н. э., Ионийскому восстанию и греко-персидским войнам.
После распада Византии в ходе четвёртого крестового похода в 1207 году Наксос был захвачен венецианским купцом Марко Санудо и создано Наксосское герцогство. В период Османской Греции с 1566 года и до 1821 года Наксос находился под контролем турок. В 1832 году вошёл в состав Греции.

## Общинное сообщество Наксос
В общинное сообщество Наксос входит деревня Ангидия и монастырь Хризостом (Святителя Иоанна Златоуста). Население 7374 жителя по переписи 2011 года. Площадь 12,275 квадратного километра.
| Наименование        | Население (2011), человек |
| ------------------- | ------------------------- |
| Ангидия             | 299                       |
| Монастырь Хризостом | 5                         |
| Наксос              | 7070                      |

## Население
| Год  | Население, человек |
| ---- | ------------------ |
| 1991 | 4552               |
| 2001 | 6589               |
| 2011 | ↗ 7070             |